# Lutila
Lutila é um município da Eslováquia localizado no distrito de Žiar nad Hronom, região de Banská Bystrica.

## Demografia
| Ano:        | 1994 | 2004    | 2014   | 2024   |
| ----------- | ---- | ------- | ------ | ------ |
| Broj ljudi: | 1135 | 1332    | 1324   | 1382   |
| Razlika:    |      | +17,35% | -0,60% | +4,38% |

| Ano:               | 2023 | 2024   |
| ------------------ | ---- | ------ |
| Número de pessoas: | 1377 | 1382   |
| Diferença:         |      | +0,36% |